# كريسوكورافا (سيرري)
خريسوخورافا (Χρυσοχώραφα) هي قرية في الأراضي المنخفضة للوحدة الإقليمية سيريس على ارتفاع 30 مترًا.

## الجغرافيا والتاريخ
تقع خريسوخورافا على الشواطئ الشرقية لبحيرة كركيني شمال سهل سيريس. تقع على بعد 4 كم غرب هيراكليون و 33 شمال غرب سيريس. يعمل سكانها في الزراعة وصيد الأسماك وتربية الجاموس. في عام 1920 تم ذكرها باسم خزندار وتم ضمها إلى كومونة تسوماجيا آنذاك. في عام 1926 أعيد تسميتها إلى خريسوخورافا. وفقًا لخطة كاليكراتيس، فإن كومونة خريسوخورافا تنتمي إلى الوحدة البلدية هيراكليون التابعة لبلدية هيراكليون ويبلغ عدد سكانها 1,023 نسمة وفقًا لإحصاء عام 2011.